# Aruma histrio
Aruma histrio es una especie de peces de la familia de los Gobiidae en el orden de los Perciformes.

## Morfología
Los machos pueden llegar a alcanzar los 6,5 cm de longitud total.

## Hábitat
Es un pez marino demersal de clima tropical, que vive hasta los 14 m de profundidad. 

## Distribución geográfica
Se encuentra en el Pacífico oriental central: el Golfo de California. 

## Observaciones
Es inofensivo para los humanos. 